# Линија Ханулуј (Валча)
Линија Ханулуј (рум. Linia Hanului) насеље је у Румунији у округу Валча у општини Николаје Балческу. Oпштина се налази на надморској висини од 280 m.

## Становништво
Према подацима из 2002. године у насељу је живело 326 становника, од којих су сви румунске националности.